# Ставрівська волость
Ставрівська волость — історична адміністративно-територіальна одиниця Ананьївського повіту Херсонської губернії.
Станом на 1886 рік складалася з 5 поселень, 5 сільських громад. Населення — 3498 осіб (1651 чоловічої статі та 1847 — жіночої), 404 дворових господарства.
|                     | Площа, десятин | У тому числі орної, дес. |
| ------------------- | -------------- | ------------------------ |
| Сільських громад    | 3061           | 2936                     |
| Приватної власності | 19407          | 7613                     |
| Казенної власності  | —              | —                        |
| Іншої власності     | 436            | 230                      |
| Загалом             | 22904          | 10779                    |

Найбільші поселення волості:
- Ставрове — колишнє власницьке село за 30 верст від повітового міста, 1042 особи, 178 дворів, православна церква, школа. За 3 версти — школа. За 9 верст — православна церква, школа.